# みどりの南
みどりの南（みどりのみなみ）は、茨城県つくば市にある町名。郵便番号は305-0884。旧片田地区。

## 概要
つくば市の南西部に位置する。首都圏新都市鉄道つくばエクスプレスみどりの駅の南側に位置し、宅地化が進んでいる。
東は片田・つくばみらい市高岡、西はつくばみらい市中原・つくばみらい市南、南はつくばみらい市小島新田、北はみどりの一丁目・みどりの中央・片田・西栗山・つくばみらい市南と隣接している。

## 沿革
- 2016年5月21日 - 区画整理が完了し、みどりの南が成立。同日みどりの一丁目、二丁目・みどりの中央・みどりの東も成立している。

## 世帯数と人口
2019年（平成31年）3月1日現在の世帯数と人口は以下の通りである。
| 町丁       | 世帯数  | 人口    |
| ---------- | ------- | ------- |
| みどりの南 | 751世帯 | 1,960人 |

## 交通

### 鉄道
地区内を首都圏新都市鉄道つくばエクスプレスが縦断しているが、駅は設置されていない。住民が鉄道を利用する際は、みどりの駅またはみらい平駅が最寄駅となる。

### 道路
地区内を常磐自動車道と茨城県道・千葉県道3号（つくば野田線）が横断している。住民が高速道路を利用する際は、谷田部インターチェンジが最寄となる。
- 常磐自動車道
- 茨城県道・千葉県道3号（つくば野田線）

## 施設

### 神社・寺院
- 愛宕神社
- 鹿島神宮
- 徳蔵院

### 公園
- 片田どんぐり公園
- 片田ふれあい公園
- 片田水辺公園
- 片田わんぱく公園

### 娯楽施設
- ニューバランスアリーナ